# Wilhelm Malaniuk
Wilhelm Malaniuk (ur. 26 czerwca 1906 w Oberndorfie koło Egeru, zm. 20 grudnia 1965 w Wiedniu) – austriacki sędzia i naukowiec.
Dorastał w Baden, gdzie jego ojciec Lukas Malaniuk, żołnierz zawodowy urodzony w Białym Kamieniu, w czasie I wojny światowej i po niej prowadził szpital Sauerhof i Kurhaus. W 1929 ukończył studia na Uniwersytecie Wiedeńskim. W 1933 został sędzią w Mödlingu, a rok później w Baden. W tym samym roku (1934) został mianowany sekretarzem prezesa Wyższego Sądu Okręgowego w Wiedniu. Po przeniesieniu do wiedeńskiej prokuratury II w 1937 r. został obalony przez władze nazistowskie w marcu 1938 r., na krótko aresztowany i ostatecznie przeszedł na emeryturę bez świadczeń pieniężnych. W czasie II wojny światowej służył w armii. W kwietniu 1945 r. skontaktował się z wymiarem sprawiedliwości w Wiedniu i odzyskał uprawnienia sędziego. W latach 1946–1950 był przewodniczącym Sekcji Sędziów i Prokuratorów Związku Urzędników Państwowych. W 1948 roku został pierwszym prezesem Austriackiego Związku Sędziów, który odrodził się w najtrudniejszych po wojnie warunkach. W 1949 został mianowany prezesem Sądu Okręgowego w Korneuburgu. W latach 1947–1950 był członkiem Komisji Restytucyjnej w Wiedniu, a od 1949 prezesem Państwowego Zakładu Ubezpieczeń Pracowniczych (wówczas KVA).
W 1955 został mianowany prezesem wiedeńskiego sądu karnego. Był członkiem Komisji Prawa Karnego ds. rewizji Kodeksu Karnego, a w 1959 r. został zastępcą członka Trybunału Konstytucyjnego. 22 września 1959 r. za namową Wilhelma Malaniuka powstał Związek Prawników Austriackich (ÖJT). W 1963 został prezesem Wyższego Sądu Okręgowego w Wiedniu. W czerwcu 1965 został profesorem uniwersyteckim na Uniwersytecie Handlu Światowego w Wiedniu.
Szwagrem Wilhelma Malaniuka był austriacki bojownik ruchu oporu i inżynier kolei Wiktor Gromaczkiewicz, który zginął w 1944 roku. W swoich pismach i podręcznikach Wilhelm Malaniuk próbował pogodzić się ze zbrodniami popełnionymi w państwie nazistowskim i podczas wojny.